# Corman Park n.º 344
Corman Park n.º 344 es un municipio rural canadiense situado en la provincia de Saskatchewan.

## Superficie
Corman Park n.º 344 tiene una superficie de 1893,24 km².

## Demografía
En 2021, tenía 8909 habitantes, una densidad poblacional de 4,7 hab./km², y 3280 viviendas.